# Аудская суба
Аудская суба — одна из суб (провинций) Империи Великих Моголов, существовавшая на территории Ауда в 1572—1732 годах.

## История субы
Ауд вошёл в состав Империи Великих Моголов вместе с другими территориями Делийского султаната в XVI веке. В 1565 году джагирдары Искандар-хан из Айодхьи и Хан-Заман из Джаунпура подняли мятеж против власти падишаха и захватили Лакхнау, однако вскоре были разбиты. При падишахе Акбаре Ауд был выделен в отдельную субу. В дальнейшем в окружении падишаха Акбара было только трое аудцев, одним из которых был министр финансов и реформатор Тодар Мал. В следующие 150 лет однако Ауд находился под непререкаемой властью падишахов. О процветании Ауда в этот период красноречиво свидетельствует стабильный рост доходов имперской казны от налоговых сборов в Аудской субе: в 1594 году они составили 50 лакхов, в 1720 году — уже 83 лакха. При этом площадь субы увеличилась в два раза.
Ставший в 1722 году субадаром Ауда перс Саадат Али Хан I постепенно добился от слабых падишахов права самому назначать и
смещать диванов субы, полностью подчинив себе тем самым управление финансами субы, а также права наделять чиновников субы мансабами (титулами-эпитетами) и джагирами. Субадар стал лично назначать фоуджаров (военачальников) субы и паранга. Делийские чиновники постепенно были вытеснены из Ауда, сторый стал для Саадат Али Хана личной собственностью (суба-и мульк или дар-уль-мульк).

## Административное деление
Административным центром субы был город Айодхья. Территория субы делилась на 5 саркаров (административных округов), состоявших из 133 махалов (административных районов) и 38 паргана (налоговых районов).
| №  | Саркар    | Количество махалов |
| -- | --------- | ------------------ |
| 1. | Ауд       | 21                 |
| 2. | Лакхнау   | 55                 |
| 3. | Бахрайч   | 11                 |
| 4. | Хайрабад  | 22                 |
| 5. | Горакхпур | 24                 |

## Субадары Ауда
| Правил    | Правил    | Имя                           | Дополнительно                                                                   |
| с         | по        | Имя                           | Дополнительно                                                                   |
| --------- | --------- | ----------------------------- | ------------------------------------------------------------------------------- |
| ?         | ?         | Мирза Бади аз-Заман Сефеви    | Носил титул Шах Наваз-Хан Бахадур. Тесть падишаха Аурангзеба. Умер в 1659 году. |
| 1707      | 1712      | Мир Камар ад-дин-хан          | Носил титул Низам-уль-Мульк. Визирь падишаха.                                   |
| ?         | ?         | Мирза Мурад-Кам Сефеви        | Носил титул Мирза Мукаррам-Хан. Тесть падишаха Джахандар Шаха.                  |
| ?         | ?         | Султан Мухаммад Ибрахим-мирза | 1-й сын Шахзаде Рафи уш-Шана. Претендент на престол падишаха в 1720 году.       |
| ?         | 1718      | Азиз-хан Чагтай               |                                                                                 |
| 1718      | 1719      | Али Асгар-хан                 | Носил титул Хан Заман Хан Бахадур.                                              |
| 1719      | ?         | Махабат-хан                   |                                                                                 |
| ?         | 9.09.1722 | Раджа Гирдхар                 |                                                                                 |
| 9.09.1722 | 1739      | Саадат Али Хан I              | Носил титул Бурхан уль-Мульк. В 1732 году провозгласил независимость.           |